# Vitinha
Vítor "Vitinha" Machado Ferreira, född 13 februari 2000 i Vila das Aves, är en portugisisk fotbollsspelare som spelar i Paris Saint-Germain och som representerar det portugisiska landslaget.

## Karriär
Vitinha representerade som junior från 2011 Porto. Han tog plats i dess B-lag 2019 och året efter i A-laget. Samma år lånades han ut till Wolverhampton innan han värvades till Paris Saint-Germain 2022. Han har även representerat det portugisiska landslaget på olika juniornivåer sedan 2017. 2022 debuterade han i A-landslaget, och medverkade i VM i fotboll 2022 och även i EM 2024.